# 韋拉塔爾湖
51°11′33.96″N 10°4′53.25″E / 51.1927667°N 10.0814583°E

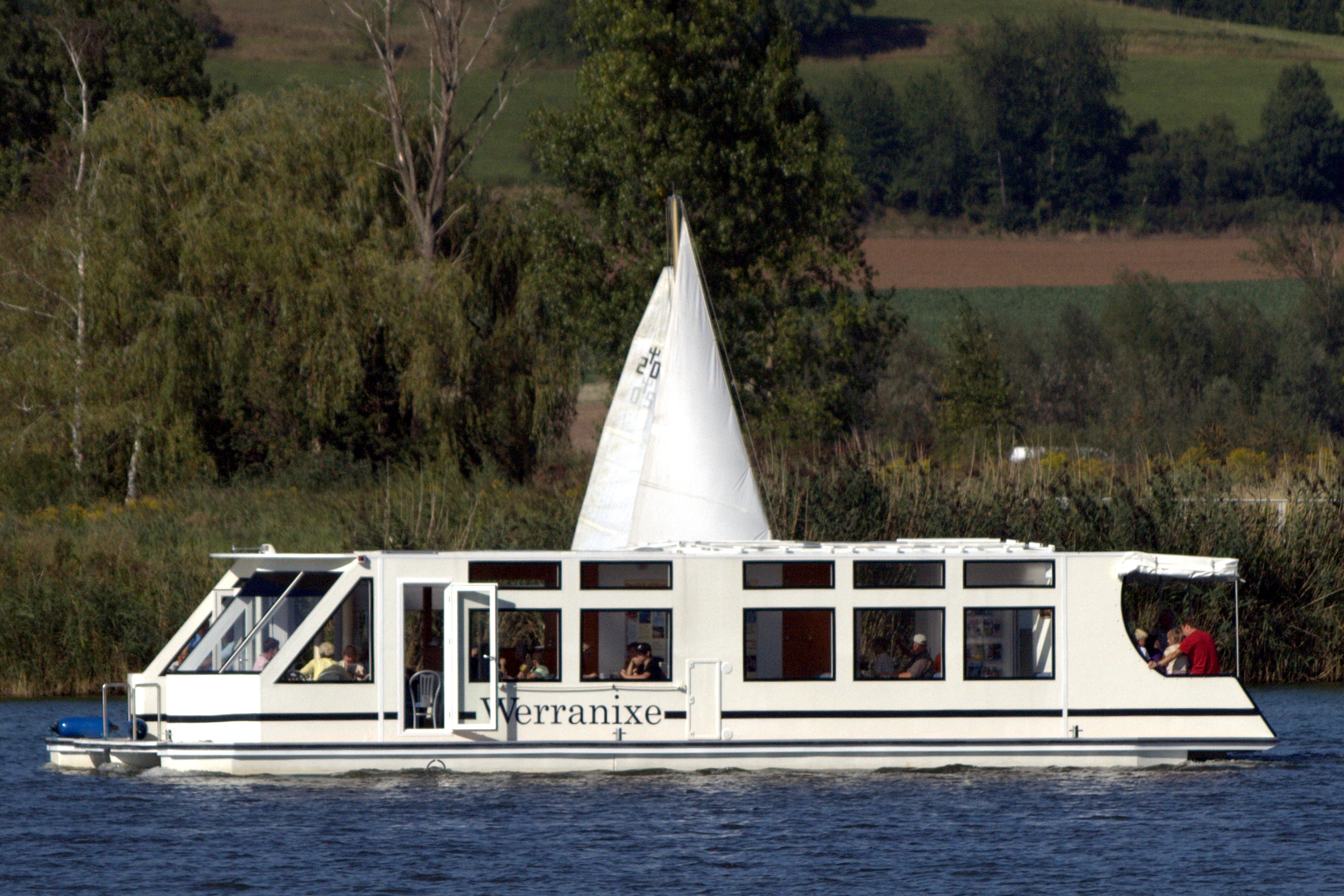

韋拉塔爾湖（德語：Werratalsee），是德國的湖泊，位於該國中部，由黑森州負責管轄，處於韋拉-邁斯訥縣，面積1.17平方公里，海拔高度159米，平均水深4.9米，最大水深8.5米，水體容量500萬立方米。